# Josef Hassid
Josef Hassid (Suwałki, 28 de diciembre de 1923 - Epson, 7 de noviembre de 1950) fue un violinista polaco. Josef Hassid nació en la localidad fronteriza polaca de Suwałki, en el seno de una familia judeo-polaca con pocos medios económicos.

## Su legado
Recibió un diploma honorífico en el Concurso Internacional de Violín Henryk Wieniawski de Varsovia y viajó a Londres en 1938 con su padre, ya que su madre había muerto cuando él era joven. Sin embargo, el comienzo de la Segunda Guerra Mundial les impidió regresar a Polonia. Actuó en Londres, donde sufrió un lapsus de memoria interpretando el Concierto para violín de Chaikovski en el Queen's Hall, y grabó para HMV; su gran legado a la música son nueve grabaciones, entre ellas la Melodía hebrea, Op. 33, de Joseph Achron. 

## Problemas de salud
Fue internado en un hospital psiquiátrico en 1941, tras sufrir una crisis nerviosa a los 18 años. Fue internado de nuevo en 1943 y se le diagnosticó esquizofrenia aguda. Se le practicó una lobotomía en 1950 y murió a la edad de 26 años.
Josef Hassid fue uno de esos prodigios cuya brillante carrera fue demasiado corta. Se dice que Fritz Kreisler dijo alguna vez: «Un violinista como Heifetz aparece cada cien años; uno como Hassid, cada 200». Además, el pianista Gerald Moore lo llamó «quizás el prodigio más brillante desde Yehudi Menuhin».